# Kinoniki Symfonia
Die Kinoniki Symfonia (griechisch Κοινωνική Συμφωνία‚ Soziales Abkommen) ist eine sozialdemokratische Kleinpartei in Griechenland. Sie wurde am 14. März 2012 von Louka Katseli und Charis Kastanidis gegründet.

## Politische Positionen
Ihre Vorsitzende ist ein ehemaliges Mitglied der PASOK und eine bekennende Gegnerin der getroffenen Vereinbarung zwischen Griechenland und der Troika (EU, IWF, EZB).

## Wahlerfolge
Bei den Parlamentswahlen im Mai 2012  kam die Partei nur auf 0,96 % der Stimmen und erhielt daher keine Sitze im griechischen Parlament.
Für die Wahlen am 17. Juni 2012 unterstützte die Partei die linke SYRIZA.